# وادي حضرة
وادي حضرة (بفتح الحاء والضاد والراء) هو واد في تهامة بلاد بلقرن تسيل مياهه من جبل صفاء، ومن جبل عنان، ومن جبل آل عاطف باتجاه الشرق حتى تصب في وادي قنونا، وعليه عدة قرى لبني بحير الوهوب من قبيلة بلقرن أهمها قرية المربعة.